# Svalutjärnen, Lappland
Svalutjärnen är en sjö i Arjeplogs kommun i Lappland och ingår i Skellefteälvens huvudavrinningsområde. Sjön har en area på 0,135 kvadratkilometer och ligger 419,9 meter över havet.

## Delavrinningsområde
Svalutjärnen ingår i det delavrinningsområde (732004-158487) som SMHI kallar för Inloppet i Yttre Slipmesjön. Medelhöjden är 471 meter över havet och ytan är 9,67 kvadratkilometer. Det finns inga avrinningsområden uppströms utan avrinningsområdet är högsta punkten. Vattendraget som avvattnar avrinningsområdet har biflödesordning 2, vilket innebär att vattnet flödar genom totalt 2 vattendrag innan det når havet efter 270 kilometer. Avrinningsområdet består mestadels av skog (78 procent). Avrinningsområdet har 0,82 kvadratkilometer vattenytor vilket ger det en sjöprocent på 8,5 procent.